# Buk (miasto)
Buk – miasto w województwie wielkopolskim, w powiecie poznańskim, siedziba gminy miejsko-wiejskiej Buk, w Poznańskiem, w aglomeracji poznańskiej, ok. 9 km na północny wschód od Opalenicy, ok. 15 km na północ od Stęszewa, ok. 28 km na zachód od Poznania.
Według danych GUS z 1 stycznia 2024 miasto liczyło 5502 mieszkańców.
Jedno z najstarszych historycznie miast Wielkopolski z zachowanym planem miasta średniowiecznego. Siedziba dawnego powiatu bukowskiego.

## Położenie
Buk leży na Pojezierzu Poznańskim, będącym fragmentem Pojezierza Wielkopolskiego, na krańcu polodowcowego Ozu Bukowsko-Mosińskiego. Powierzchnia geologiczna zdominowana jest przez utwory czwartorzędowe. Należą do nich osady piaszczysto-żwirowe, a przede wszystkim gliny zwałowe ze zlodowacenia bałtyckiego oraz namuły i torfy.
Efektem erozyjnej działalności lodowca jest współczesna rzeźba terenu. Leżąca na wysokości 82–88 m n.p.m. wysoczyzna morenowa płaska zajmuje przeważającą część obszaru. Rozciąga się ona na Bukowsko-Mosińskim ciągu rynnowo-ozowym z polodowcowymi rynnami i obniżeniami dolinnymi.
Najwyżej położonym punktem w gminie jest wierzchowina ozu w rejonie przysiółka Józefowo, wynosząca 107 m n.p.m. Najniższy punkt leży w obrębie wsi Dakowy Suche na wysokości 75 m n.p.m.
W granicach gminy występują fragmenty zlewni Mogilnicy Wschodniej z rzeczką Trupiną przepływającą przez miasto Buk i zlewni Samicy. Wchodzą one w skład zlewni Kanału Mosińskiego, a tym samym w obręb dorzecza Warty.

### Klimat
Gmina Buk położona jest w środkowej dzielnicy klimatycznej Wielkopolski.
- średnia roczna temperatura powietrza + 8,0 °C,
- średnia roczna wilgotność względna powietrza 78%,
- średnie roczne opady 528 mm,
- średnia roczna prędkość wiatru 4,0 m/s.

### Roślinność
W szacie roślinnej zadrzewienia zajmują jedynie 3.6%. Resztę powierzchni pokrywa szata roślinna sezonowa wynikająca z płodozmianu uprawianych roślin oraz segmenty łąkowo-pastwiskowe. Na terenie miasta i gminy rośnie 5 drzew będących pomnikami przyrody.

### Fauna
Fauna tego terenu jest reprezentatywna dla terenów pól i lasów. Najczęściej spotykane gatunki to: sarna, zając, lis i okresowo dzik. Wśród drobnych ssaków spotykane są tchórze, borsuki, myszy, nornice, krety i szczur polny. Ptaki reprezentowane są przez gatunki charakterystyczne dla pól i lasów oraz ptaki wodne występujące w rejonie jeziora Niepruszewskiego.

## Nazwa
Nazwa miasta nawiązuje do nazwy drzewa bukowego, które zostało zobrazowane również w herbie miejskim Buku . Pierwsza zachowana wzmianka o Buku znajduje się w dokumencie z 1257 zawartym w Kodeksie dyplomatycznym Wielkopolski, w którym mowa o wsi noszącej nazwę Buk  oraz o mieście o tej samej nazwie.  Miejscowość pierwotnie była związana z Wielkopolską. Istnieje co najmniej od połowy XIII wieku i ma średniowieczną metrykę. Pierwszy zachowany zapis pochodzi z łacińskiego dokumentu z 1257 gdzie odnotowano ją pod obecną nazwą „Buk”, 1383 „Bukk”, 1397 „Buck”, 1411 „Buge”, 1440 Bug, 1517 „Bukg”, 1580 Buk .
Po rozbiorach Polski miejscowość znalazła się w zaborze pruskim i nazywała się Buk. W 1888 miasto odnotowano pod polską nazwą „Buk”. W czasie niemieckiej okupacji Polski przez III Rzeszę Niemcy zmienili nazwę Buk na niemiecką, ahistoryczną nazwę „Buchenstadt”, którą nosiła w latach 1943-1945.

## Historia

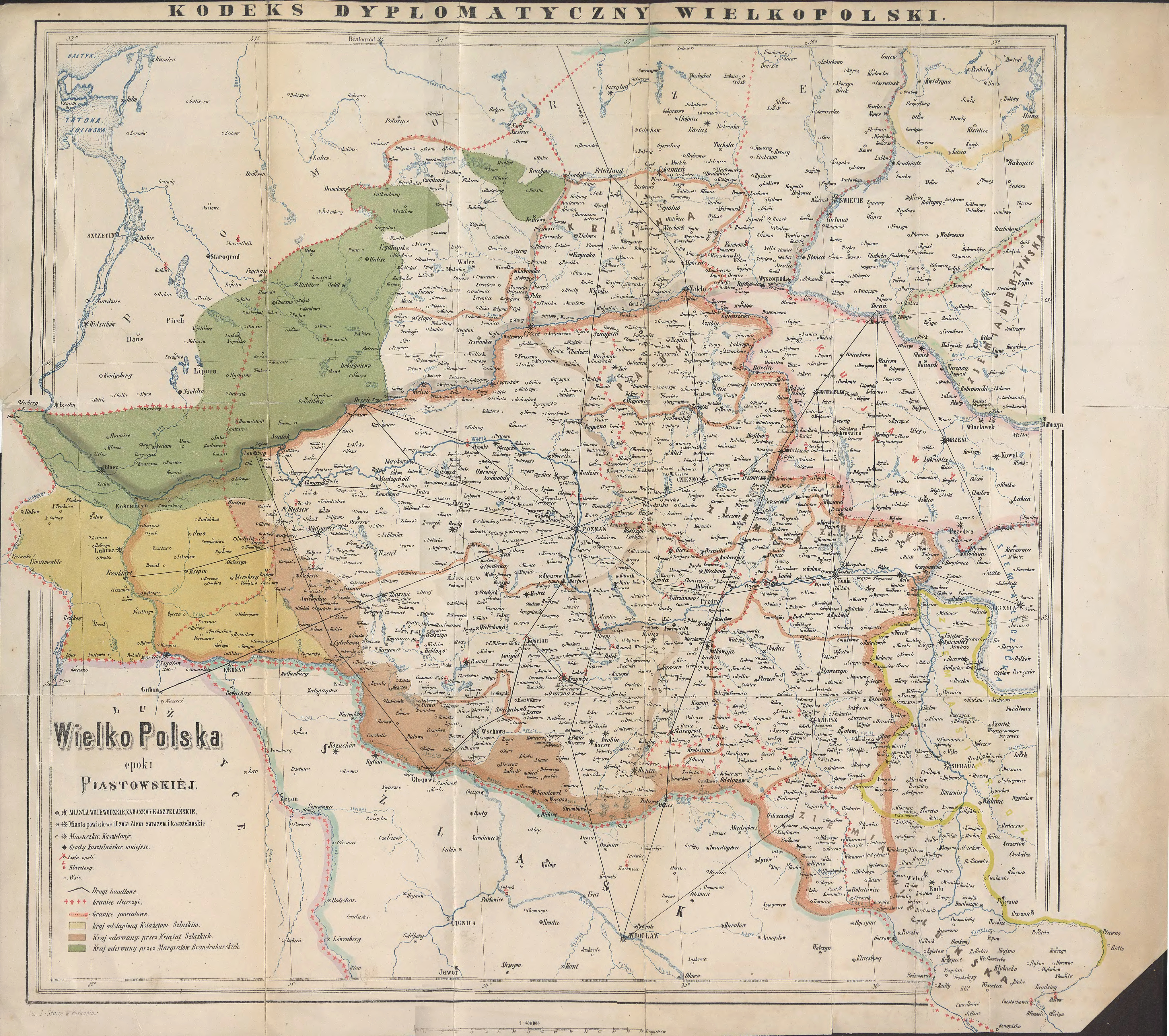
Buk na historycznej mapie Wielkopolski sporządzonej w 1888 roku według danych zaczerpniętych z Kodeksu dyplomatycznego.

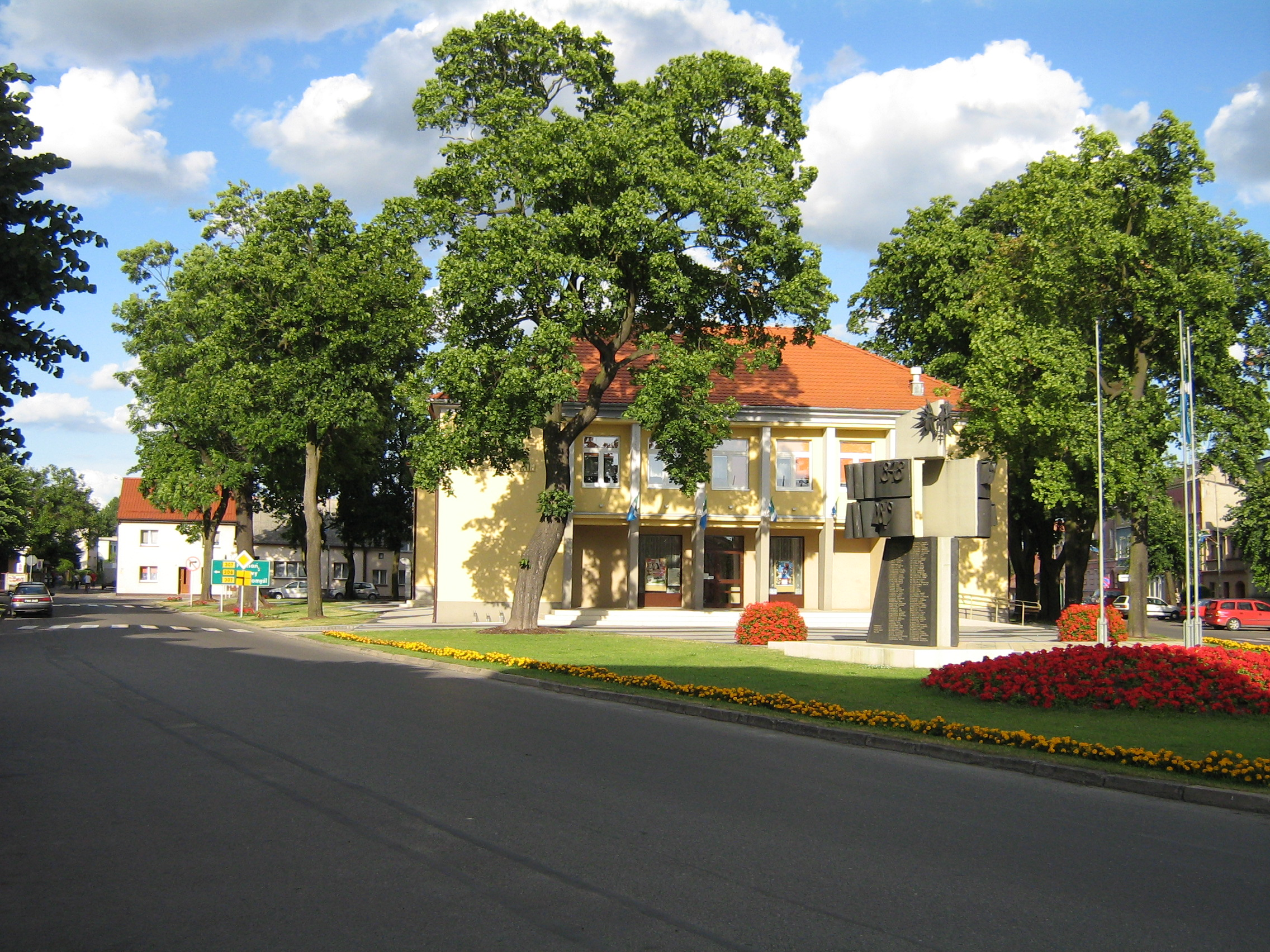
Plac Stanisława Reszki

Wedle legendy podczas polowania na żubry, zmarł tu w 992 książę Mieszko I. Prawdopodobnie okolice miejscowości były zasiedlone jednak już wcześniej niż odnotowały to zachowane zapisy historyczne. Według historyków w zachodniej części miasta może znajdować się domniemane grodzisko o nieznanym datowaniu. Gród obok którego rozwijała się osada targowa, funkcjonował pierwotnie jako własność książąt wielkopolskich.
Początkowo miejscowość była wsią, własnością książęcą, a później kościelną należącą do kustodii katedry poznańskiej i biskupstwa poznańskiego. Już w 1257 została lokowana jako miasto. Od 1320 leżała w Zjednoczonym Królestwie Polskim, a od 1380 w powiecie poznańskim województwa poznańskiego w Koronie Królestwa Polskiego. Od lokacji była siedzibą własnej parafii.
Pierwszy zapis pochodzi z 1257, z dokumentu wydanego w kancelarii księcia wielkopolskiego Bolesława Pobożnego, który oznajmił w nim, że jego starszy brat książę wielkopolski Przemysł I w swoim testamencie nadał kustodii katedry poznańskiej wieś o nazwie Buk, obecną Wielką Wieś wraz z założonym na jej gruntach miastem, obecnym miastem Buk. Książę nadał wraz z miejscowościami: kościół, ludzi sobie podległych, a także prawo do bicia monety, cła, karczmy, a także immunitety ekonomiczne i sądowe. W dokumencie tym wymieniono również obowiązki kustosza jako obdarowanego, a książę Bolesław Pobożny potwierdził nadanie swojego brata Przemysła I.
Kolejny ważny dokument z historii miasta wydany został przed 26 stycznia 1295 (czasem podawana jest błędna data 1299). Król polski Przemysł II zwolnił w nim mieszczan bukowskich od ceł. W 1303 kustosz poznański dał biskupowi poznańskiemu miasto Buk wraz z przyległą wsią świątników czyli z Wielką Wsią w zamian za Kaczanowo w pow. Pyzdrskim oraz trzy łany w Kobylnikach koło Poznania .
W 1350 król polski Kazimierz III Wielki zwolnił kmieci oraz mieszkańców dóbr biskupich, m.in. w Buku od świadczeń tak długo, dopóki będą oni korzystać z wolnizny od świadczeń dla biskupa. W 1425 król polski Władysław II Jagiełło potwierdził zwolnienie z ceł dla mieszczan z Buku, nadane im przez księcia Przemysła II potwierdzając im wszelkie prawa i wolności, jakimi cieszył się Poznań i inne miasta Wielkopolski.
W 1383 po śmierci króla polskiego Ludwika Węgierskiego w Wielkopolsce nastała wojna domowa pomiędzy dwoma rycerskimi rodami Grzymalitów i Nałęczów, która do historii przeszła jako wojna Grzymalitów z Nałęczami. Starosta wielkopolski Domarat z Pierzchna walcząc z opozycją, spustoszył kraj w wyniku czego zniszczenia wojenne odniósł Buk oraz tereny wokół miasta. W 1458 miasto zostało zobowiązane do dostarczenia 15 pieszych na wyprawę do Malborka w czasie wojny trzynastoletniej pomiędzy Koroną Królestwa Polskiego, a państwem zakonu krzyżackiego.
W latach 1481 oraz w 1491 dokumenty historyczne odnotowały lokalną publiczną łaźnię miejską. W tym okresie miasto wzbogaciło się również o miejscową szkołę oraz szpital.

### Pożary i klęski żywiołowe
W 1502 miał miejsce pożar całego miasta. Z tego powodu wikariusz w imieniu biskupa poznańskiego zwolnił na 15 lat mieszkańców Buku od wszelkich ciężarów finansowych takich jak opłaty i podatki. W 1507 Buk ponownie spłonął i otrzymał z tego powodu kolejną wolniznę od opłat i podatków. W  1515 w Buku i okolicach odnotowano zarazę morowego powietrza. W 1520 zanotowano anomalię pogodową w postaci bardzo łagodnej zimy. Dnia 12 marca 1521 w mieście i okolicy zakwitły kwiaty.

### Rozwój gospodarczy miasta
Rozkwit gospodarczy miasta przypadł na XV i XVI wiek.  W 1438 kapituła poznańska zawiesiła wolny targ na mięso w Buku do czasu objęcia rządów przez nowego biskupa. W 1500 ponownie odnotowano w miejscowości targ miejski. Dzięki przywilejowi organizowania jarmarków i lokalizacji komory celnej rozwijał się także lokalny handel. W 1510 odnotowano kramy solne do sprzedaży soli.  W 1518 biskup poznański na prośbę kapituły poznańskiej postanowił, aby jego poddani z Buku mielili ziarno na mąkę tylko w Puszczykowie należącym do kapituły poznańskiej lub w młynie kapitulnym pod Poznaniem albo w „Świętokrzyski Młynie” szpitala św. Krzyża stojącym na fosie miejskiej pod murami Poznania. 
W XV-XVI wieku miasto było otoczone murami obronnymi (upamiętnionymi w nazwie ulicy Mury) i fosą. W mieście na dużą skalę produkowano także lokalne piwo. W 1519, 1523 i 1540 wspomniano miejski cech piwowarów. W 1519 król polski Zygmunt I Stary obniżył o trzy grosze na 4 lata czopowe od każdego waru piwa, przeznaczając tę obniżkę na dalszą rozbudowę murów miejskich. W 1523 ponownie ustanowił tą ulgę na 4 lata na ten sam cel. W 1524 król ten potwierdził także wcześniejsze dokumenty i przywileje wydane przez kancelarię Władysława II Jagiełły z 1425. Już w pierwszej połowie XV wieku w mieście powstały wodociągi. Przyczyniły się do tego trudności związane z dostarczaniem czystej wody do produkcji piwa. Władze miejskie ze względu na wielkie wydatki sprowadzania wody spoza miasta do warzenia piwa postanowiły na koszt ogólny założyć wodociąg i ustanowić opłatę od warzenia słodu. Ordynację tą potwierdził  biskup poznański.
Miasto i okolica słynąła w XV- XVI wieku także z włókiennictwa. W mieście powstał w tym okresie cech sukienniczy. W 1506 biskup poznański Jan Lubrański wystawił nowy przywilej dla folusza w Głównej i m.in. postanawił aby sukno bukowskie tylko tam miało być folowane. W XVI wieku biskupi nadawali także miejscowym sukiennikom różne przywileje. W 1508 w inwentarzu miasta odnotowano produkcję m.in. sukna bukowskiego w kolorach czarnym i szarym. W 1519 starsi cechu sukienników w mieście Buk przedłożyli burmistrzowi oraz rajcom miasta artykuły dotyczące ich rzemiosła (łac. „ex congregatione viginti ąuatuor civitatum et oppidorum in sinodo Posnaniensi ... confederatis”) celem ich umocnienia pieczęcią miejską. W 1534 biskup poznański Jan Latalski zatwierdził tę ordynację, zaś  w 1544 zapisy te potwierdziła kapituła poznańska. W 1564 w Buku produkowano sukno, które folowano w foluszu w Głównej.
Od XV wieku w mieście powstały także inne cechy rzemieślnicze. W 1459 istniał już cech rzeźnicki. W 1464 w testamencie Mikołaja Morka odnotowano darowiznę na rzecz cechu krawieckiego. W 1472 cech szewski w Buku toczył spór sądowy z chorążym poznańskim Mikołajem z Tomic o czynsze oraz pieniądze zmarłego Grzegorza plebana tomiskiego. W 1476 cech rzeźnicki w Buku pożyczył Janowi zwanemu Czarny oraz jego żonie Dorocie 3 grzywny, który je zapisał na swym domu przy ulicy Wojnowskiej. W 1481 biskup poznański Uriel Górka nadał swojemu służebnikowi szlachcicowi Benedyktowi Czeladce, a także swemu łożnemu szlachcicowi Maciejowi z Gębic po placu na zbudowanie nowej jatki rzeźnickiej obok starych jatek rzeźnickich w Buku, zastrzegając sobie świadczenia, jakie ze swych jatek ponoszą inni rzeźnicy. W 1482 cech krawiecki w Buku kupił własną jatkę rzeźnicką od Małgorzaty Szkothkowej oraz jej syna Jana prepozyta szpitala św. Ducha pod Bukiem. W 1482 biskup poznański dał szlachcicowi Mikołajowi Bielickiemu rządcy bukowskiemu (łac. „factor seu tenutarius”) plac na zbudowanie jatki rzeźnickiej obok starych jatek, zastrzegając sobie świadczenia takie, jakie pobierał ze starych jatek. W 1484 cech szewców w Buku otrzymał pokwitowanie z sumy 24 grzywien od Jerzego Tomickiego patrona kościoła parafialnego w Tomicach oraz od Jakuba plebana tomickiego, który anulował wszelkie wpisy w księgach konsystorskich oraz grodzkich dotyczących tej sumy. W 1491 biskup poznański dał swojemu służebnikowi szlachcicowi Wawrzyńcowi ze Słopanowa jatkę rzeźnicką nowo zbudowaną na bukowskim rynku miejskim koło starych jatek. W 1506 biskup poznański wystawił cechowi rzeźnickiemu w Buku nowy przywilej w miejsce spalonego w wielkim pożarze miasta w roku 1502, a w 1579 ponownie go potwierdził. W 1521 powstał statut cechu wytwarzających igły iglarzy oraz grzebieniarzy wytwarzających grzebienie. W 1525 biskup poznański Piotr Tomicki dał Mikołajowi Tomickiemu plac obok jatek rzeźnickich na zbudowanie dwóch nowych jatek i zwolnił je od czynszu na swą rzecz w celu uposażenia kościoła parafialnego w Tomicach. W 1527 biskup poznański Jan Latalski nadaał członkom cechu szewskiego w Buku prawo wyłącznego zakupu skór w mieście w dni targowe przed południem. W 1541 biskup poznański przychylając się do prośby miejscowych rzemieślników: kowali, ślusarzy i bednarzy zatwierdził im postanowienia statutowe. W 1564 bukowscy sukiennicy, szewcy, rzeźnicy, warzenie piwa, palenie gorzałki.
Zachowały się także zapisy w historycznych księgach podatkowych. W latach 1462-1465 miasto Buk zapłaciło w 13 ratach cyzę: 4 grzywny, 4 grzywny, 6 grzywien i 10 groszy, 5 grzywien, 4 grzywny, 4 grzywny, 3 grzywny i 43 groszy, 3 grzywny i 40 groszy, 4 grz., 3 grzywny i 30 groszy, 3 grzywny, 43 groszy. W 1478 odnotowano, że miasto zalegało z podatkiem. W 1504 król polski Aleksander Jagiellończyk zwolnił mieszczan bukowskich na 7 lat od czopowego aż do wygaśnięcia wszelkich zwolnień podatkowych, jakie udzielił im w imieniu króla kardynał Fryderyk Jagiellończyk. W XVI wieku miasto płaciło 30 grzywien opłaty zwanej szos, którą płacono od kramów szewskich w wysokości 6 wiardunków i 8 groszy. Z 13 jatek rzeźnickich płacono po 3 kamienie łoju. Mieszczanie posiadali w okolicy miasta 14 łanów płacąc z nich po jednej grzywnie, 8 grzywien oraz po 4 ćwiertnie owsa. Wspomniano „koński młyn słodowy” czyli napędzany pracą koni młyn służący do mielenia słodu na piwo. Zarządcy tego młyna dawali w ramach opłaty podatkowej co dziesiątą ćwiertnię słodu oraz dodatkowo wierteł owsa. Od wiertela słodu gorzałczanego natomiast dawali miarkę. Płacono również opłatę zwaną targowe płaconą od handlu zwierzętami. Od każdego konia oraz od bydlęcia płacono po 9 denarów, a także odnotowano, że płacono od sypania zboża na wozy oraz od sprzedaży granków. W 1580 miasto Buk zapłaciło 52 złote oraz 8 gr podwójnego szosu (tzw. „dupla”), a także opłaty od 13 łanów, 96 rzemieślników oraz od 9 kotłów gorzałczanych (łac. „ab ollis cremati”). Ponadto zapłacono czopowe oraz podatek od sprowadzanych z nad morza ryb: śledzi i dorszy.

### Spadek znaczenia miasta
W 1502 miejscowość całkowicie się spaliła w pożarze w wyniku czego wikariusz biskupa poznańskiego zwolnił mieszkańców Buku od wszelkich ciężarów podatkowych na 15 lat .
Miejscowość zanotowana została w historycznych dokumentach podatkowych. W 1564 wspomniany jest folusz na ulicy Głównej, w którym folowane było sukno produkowane w mieście. Miasto płaciło wówczas 30 grzywien szosu w tym 6 wiadrunku i 8 groszy od kramów szewskich, 3 kamienie łoju od 13 jatek rzeźniczych. Mieszczanie posiadali 14 łanów, z których płacili po 1 grzywnie i 8 gr. oraz po 4 ćw. owsa. W mieście działał młyn słodowy napędzany pracą koni, który mielił słód na piwo i gorzałkę. Oddawał on co dziesiątą ćwierć słodu, do tego wiertel owsa, a od wiertela miarkę słodu gorzałczanego. Pobierano również opłaty targowe: od konia i od bydlęcia po 9 denarów, od sypania zboża na wozy oraz od garnków .
W 1580 roku położone było w powiecie poznańskim województwa poznańskiego w Rzeczypospolitej Obojga Narodów.
Do stopniowego spadku znaczenia miasta przyczyniła się m.in.: wojna domowa Grzymalitów z Nałęczami, wojny ze Szwedami oraz klęski żywiołowe i epidemia (1710), w wyniku czego w 1733 w Buku mieszkało zaledwie 140 mieszkańców. Miasto nie odzyskało już swojej wcześniejszej pozycji, pomimo wielokrotnego wzrostu liczby mieszkańców.

### Zabory Polski
Po II rozbiorze Polski w 1793 Buk wraz z całą Wielkopolską wszedł w skład Prus Południowych w zaborze pruskim. Dobra biskupie uległy zeświecczeniu a mieszkańcy przeszli pod jurysdykcję pruską. Językiem urzędowym stał się niemiecki (przez początkowy okres dopuszczano także język polski). W toku germanizacji osiedlono w Buku wiele rodzin niemieckich, mieszkała tu także ludność żydowska. W 1811 w mieście było 209 domów, w których mieszkało 1274 mieszkańców.

#### Siedziba powiatu
W 1815 miasto zostało siedzibą powiatu bukowskiego o powierzchni 130 km² i liczącego około 58 tysięcy mieszkańców<. Ze względu na aktywny udział bukowian w powstaniu wielkopolskim jakie odbyło się w czasie Wiosny Ludów (kosynierzy bukowscy) siedzibę powiatu przeniesiono do Nowego Tomyśla. W tym okresie zbudowano też linię kolejową. W 1887 powiat bukowski zlikwidowano, a na jego terenie utworzono powiaty: grodziski i nowotomyski.

### Od połowy XIX wieku
Pożar 8 czerwca 1858 strawił niemalże cały rynek wraz z ratuszem i przyległe ulice. Obecna zabudowa rynku pochodzi niemal całkowicie z drugiej połowy XIX wieku. Miejscowość wymieniona została jako miasto powiatowe Buk w XIX-wiecznym Słowniku geograficznym Królestwa Polskiego. W 1871 w mieście stało 240 domów, w których mieszkało 2670 mieszkańców w tym 2048 Polaków wyznania katolickiego, 356 ewangelików oraz 266 wyznawców judaizmu.
W mieście znajdowała się siedziba komisarza obwodowego, kościół katolicki i protestancki. Pomimo istnienia kilkuklasowej szkoły elementarnej w mieście mieszkało również 440 analfabetów. Panował ożywiony ruch rolniczy. W miejscowości odbywały się cztery jarmarki rocznie, na których handlowano płodami rolnymi: zbożem, bydłem oraz okowitą. Rozwijało się również rzemiosło z czego największe było grono szewców. W Buku istniała także fabryka serów, a w najbliższej okolicy 3 gorzelnie oraz młyn napędzany silnikiem parowym.
Podobnie jak na większości obszaru Wielkopolski ścierały się ze sobą odgórna germanizacja Polaków i idee pracy organicznej. Powstawały liczne towarzystwa kulturalne, społeczno-polityczne, oświatowe i sportowe, Bank Ludowy, miejska kasa pożyczkowa założona przez Towarzystwo Pożyczkowe Polskie liczące w mieście 214 członków, a także organizacje samopomocowe i spółdzielnie rolnicze. W 1904 powstała polska szkoła przy ulicy Przykop.

### II RP
Do Polski powrócił Buk w listopadzie 1918. Zorganizowana niezwłocznie po wybuchu powstania wielkopolskiego kompania bukowska pod dow. kpt. Witolda Wegnera oswobodziła okoliczne miejscowości i brała udział w walkach na froncie zbąszyńskim. Pierwsza polska Rada Miejska Buku powstała w kwietniu 1919, a burmistrzem został Konstanty Scholl, którego po rezygnacji zastąpił pół roku później Maksymilian Holland i pełnił to stanowisko nieprzerwanie aż do wybuchu II wojny światowej.
W okresie międzywojennym swoją działalność kontynuowała większość organizacji działających w okresie przedwojennym. Najaktywniejsze były organizacje katolickie z Akcją Katolicką na czele, cechy rzemieślnicze, Towarzystwo Przemysłowe, Kurkowe Bractwo Strzeleckie, Towarzystwo Gimnastyczne „Sokół” i Towarzystwo Śpiewacze „Harmonia”. W 1922 powstał Klub Sportowy „Patria”. W mieście mieszkała także ludność niemiecka, skupiająca się wokół parafii ewangelickiej oraz istniała gmina żydowska z synagogą przy ulicy Mury.

### II wojna światowa
Po rozpoczęciu II wojny światowej wojska niemieckie zajęły Buk 10 września 1939. Nastąpiły liczne rewizje i aresztowania, ludność żydowska i część polskiej została wywieziona z miasta, a większość mienia, z warsztatami rzemieślniczymi włącznie, przejął okupant. Zniszczeniu uległy m.in. stojąca na środku rynku kolumna św. Stanisława Biskupa (patrona bukowskiej parafii) i pomnik powstańców wielkopolskich. Rozstrzelany został m.in. poseł na sejm Franciszek Górczak. Według najnowszych badań w czasie II wojny światowej życie straciły nie mniej niż 122 osoby, które zamieszkiwały Buk i przyległe wsie. Działalność konspiracyjną prowadzili bukowscy harcerze, których przywódca, Tadeusz Wojtczak przypłacił to życiem w obozie koncentracyjnym Gross-Rosen (Rogoźnica). Podczas okupacji niemieckiej nazistowska administracja przemianowała miasto na Buchenstadt (od 1943).
Tuż przed wejściem wojsk radzieckich (26 stycznia 1945) Niemcy podpalili kościół farny (który pełnił wtedy rolę magazynu) wraz z „cudownym” obrazem Matki Boskiej Literackiej. Tymczasową administrację przejęła sowiecka Komendantura Wojenna. Pierwszym burmistrzem po zakończeniu II wojny światowej został Leon Grabowski, a przewodniczącym Miejskiej Rady Narodowej Franciszek Kulczyński. Powoli, w miarę łagodzenia obowiązkowego zaopatrzenia wojska wznawiały działalność bukowskie zakłady przemysłowe i usługowe: spółdzielnie „Rolnik” i „Zgoda”, mleczarnia, gorzelnia i Spółdzielczy Bank Ludowy. Powstały też nowe zakłady: Gminna Spółdzielnia „Samopomoc Chłopska”, Spółdzielnia „Zryw” i Fabryka Czapek, będąca poprzedniczką dzisiejszej „Bukowianki”. Odzyskiwało znów na znaczeniu rzemiosło, a także okoliczne rolnictwo, które padło jednak ofiarą reformy rolnej. Ponownie otwarto dwie szkoły podstawowe i powstała średnia szkoła rolnicza. Do normalnej działalności powróciły organizacje kulturalne i społeczne.

### Okres powojenny

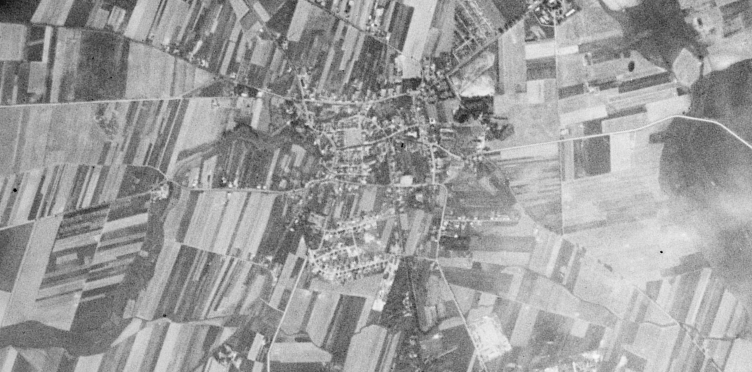
Buk sfotografowany przez amerykańskiego satelitę wywiadowczego Corona 98 w dniu 23 sierpnia 1965

Po zakończeniu II wojny światowej na terenie miasta nadal działała konspiracja niepodległościowa. Jej uczestnicy: Henryk Blimel, Tadeusz Nowicki oraz Walerian Szajek zostali skazani przez Wojskowy Sąd Rejonowy w Poznaniu na 12 lat więzienia. Do więzień trafili również członkowie młodzieżowej organizacji harcerskiej „Bi-Pi”.
W latach 1965–1968 wybudowano Fabrykę Elementów Wyposażenia Budownictwa „Metalplast” – obecnie „Wavin-Metalplast Buk”, będącą największym pracodawcą w gminie. Powstały osiedla na Przykopie, Przyjaźni i 700-lecia. Powstały także nowe przedszkole, przychodnia lekarska, kino, biblioteka, dom kultury „Harcerz” i stadion sportowy. Rozbudowane zostały szkoły i ratusz.
W latach 1975–1998 miasto administracyjnie należało do województwa poznańskiego.
Ostatnimi dużymi inwestycjami są hala sportowa, pełna kanalizacja i gazyfikacja (z kopalni w pobliskim Józefowie) miasta oraz nowy budynek gimnazjum. W 2010 oddano do użytku nowo wybudowany Zespół Szkół Ponadgimnazjalnych, który znajduje się przy ulicy Dworcowej.
W latach 2010–2011 w mieście przeprowadzono szczegółowe badania archeologiczne, podczas których odkryto m.in. fragmenty murów miejskich, pozostałości średniowiecznej sieci wodociągowej oraz rycerski miecz z czasów wojen z zakonem krzyżackim.

## Demografia

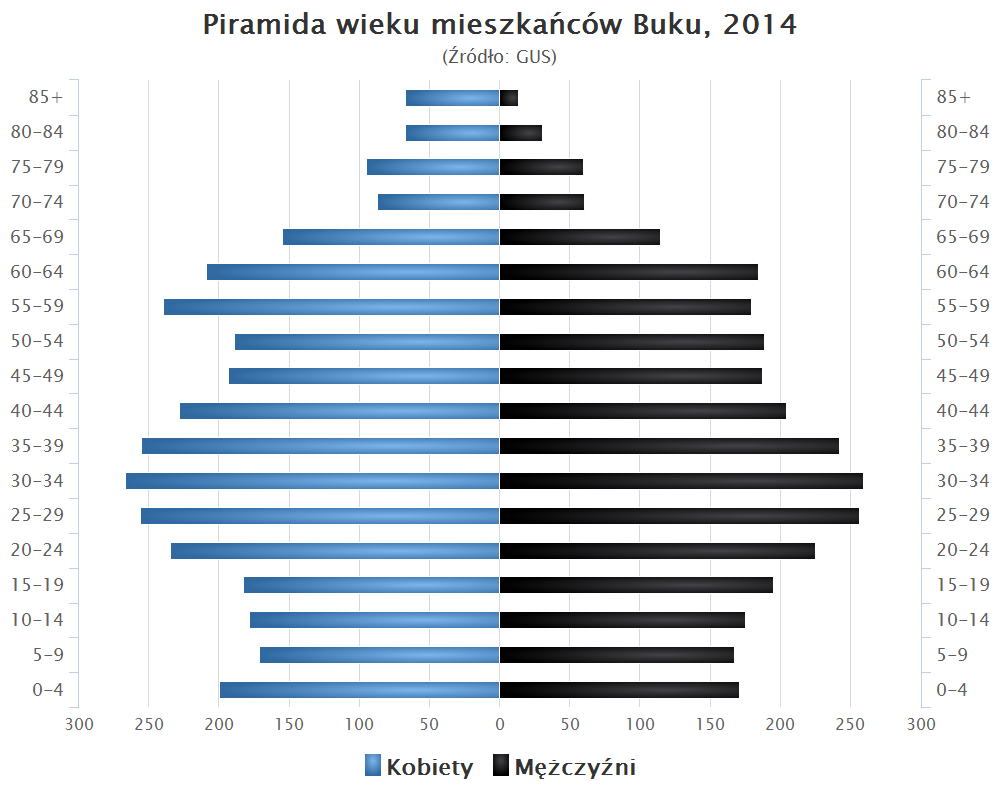
Piramida wieku mieszkańców Buku w 2014 roku

## Gospodarka

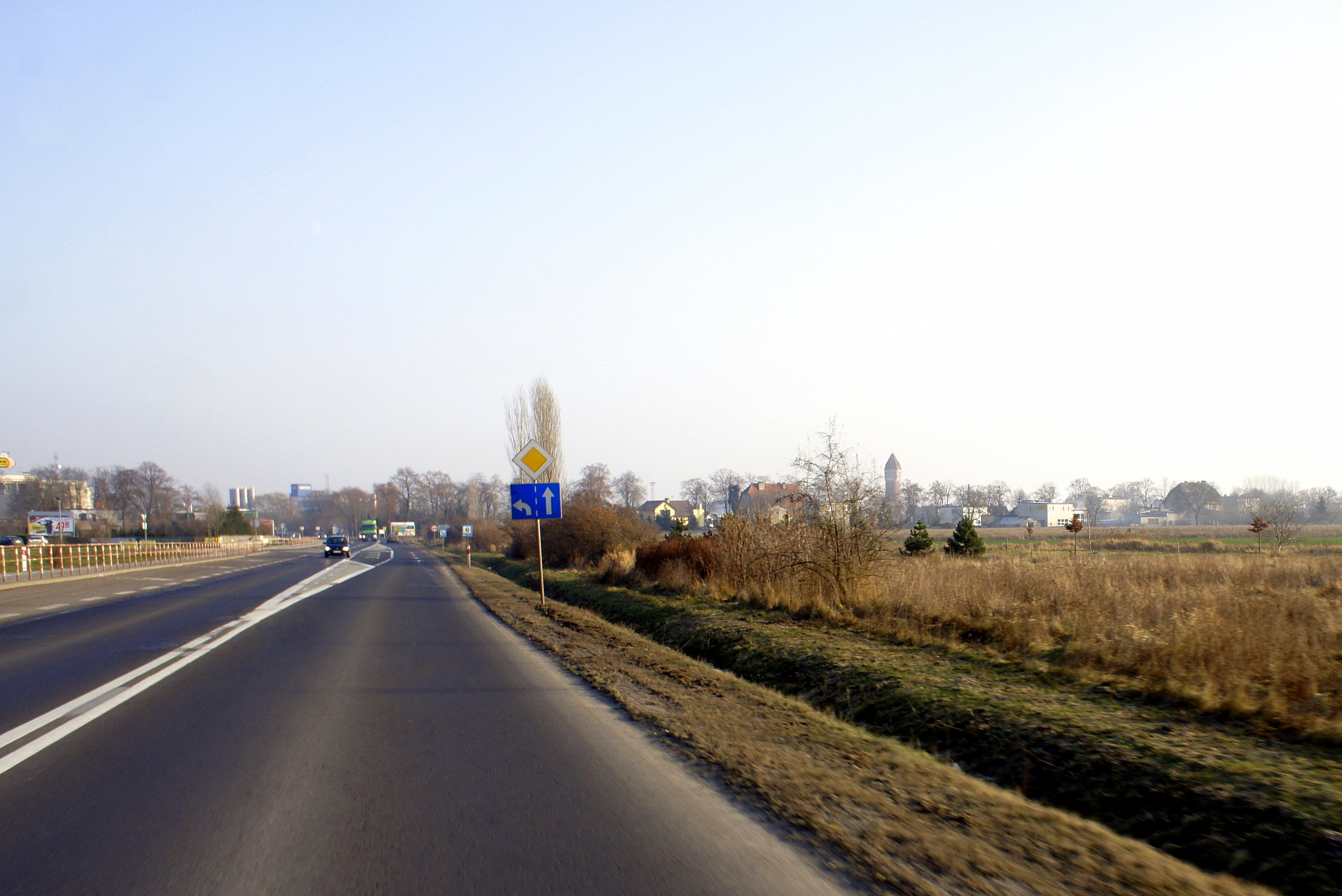
Wjazd do miasta od zachodu drogą wojewódzką nr 307

W 2019 w Buku w rejestrze REGON zarejestrowanych było 980 podmiotów gospodarczych; przeważająca działalność to handel hurtowy i detaliczny. W mieście funkcjonuje m.in. market: Biedronka, Pepco, Polomarket oraz Netto.
Przy pobliskim węźle autostrady A2 znajduje się Park Przemysłowy Buk, w którym w 2013 istniało już około 25 obiektów przemysłowych, magazynowych i usługowych.

## Transport

### Transport drogowy
Głównym traktem Buku jest ulica Dworcowa. Przez miasto przebiega droga wojewódzka:
- 306 Lipnica – Wilczyna – Buk – Stęszew – Dymaczewo Nowe
- 307 Poznań – Buk A2 – Opalenica – Bukowiec

W odległości 3 km od centrum miasta znajduje się węzeł autostradowy Buk A2, w którym krzyżują się drogi wojewódzkie 306 i 307, 10 km od tego węzła przebiega zachodnia obwodnica Poznania, będąca odcinkiem drogi krajowej S11

### Transport kolejowy

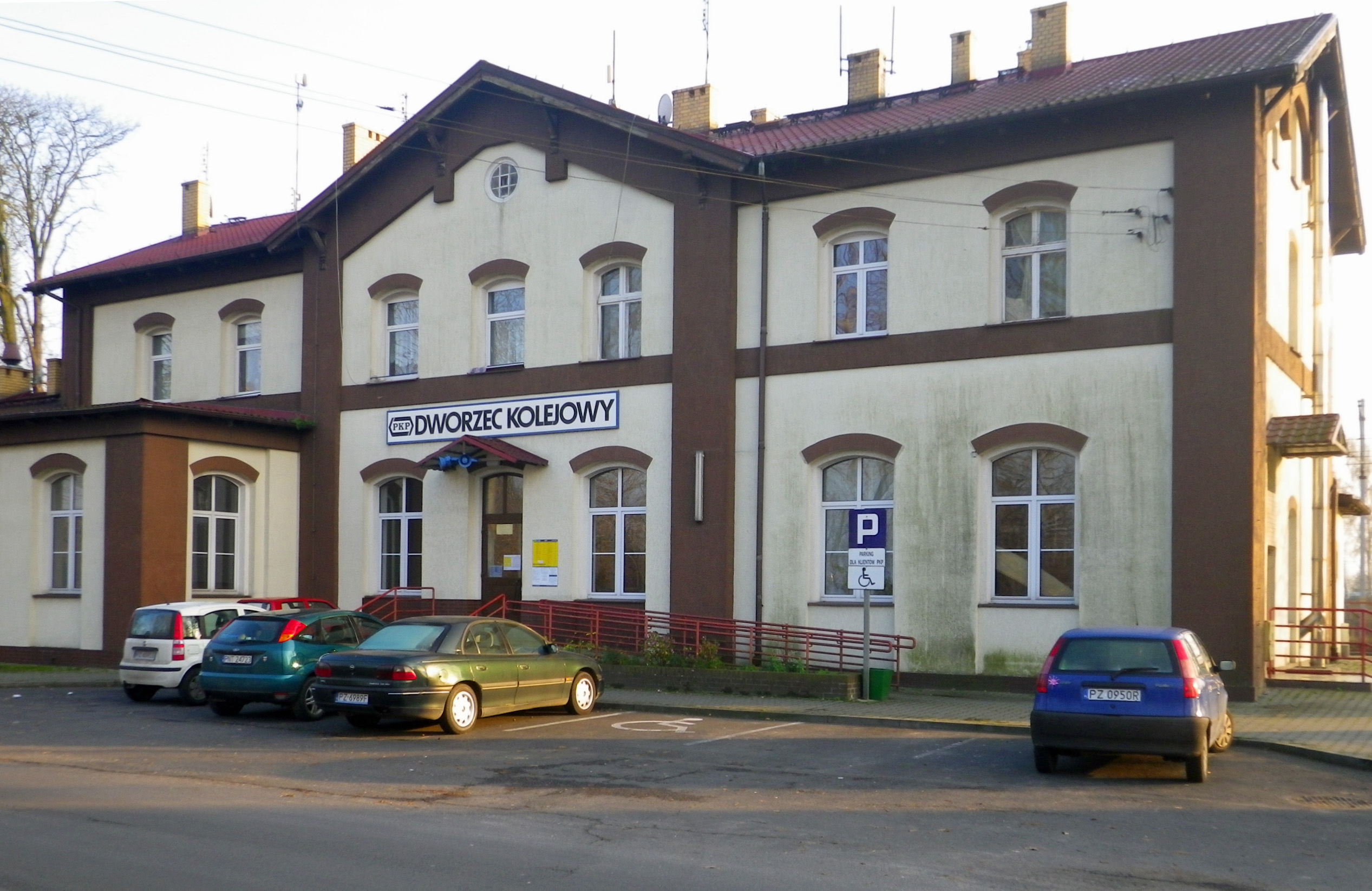
Budynek dworca kolejowego w Buku

Przez Buk przebiega międzynarodowa linia E20 odcinek 3 Warszawa Zachodnia – Kunowice
Początki kolei w Buku związane są z otwarciem linii kolejowej Poznań–Berlin w 1870. Aktualnie na stacji kolejowej w Buku zatrzymują się pociągi Kolei Wielkopolskich oraz Polregio.
Na stacji znajduje się też bocznica towarowa.

## Turystyka i zabytki

### Zabytki
Obiekty wpisane w rejestr zabytków województwa wielkopolskiego:
- Układ urbanistyczny
- Klasycystyczny kościół pw. św. Stanisława Biskupa (1946–1949)
- Drewniany kościół cmentarny pw. Świętego Krzyża (XVIII w.)
  - drewniana dzwonnica (1757[3])
- synagoga, obecnie Sala Miejska
- szkoła talmudyczna z 2 poł. XIX w. (ul. Mury 4)
- Budynek dawnego sądu z więzieniem (pocz. XIX w.)
- Budynek dawnego Szpitala Świętego Ducha (1600, poł. XIX w.)
- Pałac biskupi (poł. XIX w.)
- Kanonia (zamieszkiwana dawniej przez kanoników) z 2 poł. XVIII w.

Pozostałe historyczne obiekty:
- Ratusz (1897)
- Kamienna figura Chrystusa Ecce homo z ornamentem rokokowym (1762) na cmentarzu przykościelnym
- Kościół ewangelicki, obecnie Kino i Izba Muzealna Ziemi Bukowskiej
- Wieża ciśnień (pocz. XX w.)
- Budynek szkoły katolickiej
- Cmentarz żydowski
- Pomnik Bohaterów Ziemi Bukowskiej w Buku

## Media

### Prasa lokalna
- „Kosynier Bukowski” (miesięcznik)
- „Bukowski Lider” (gazeta internetowa)[23]
- „Gazeta Bukowska” (gazeta internetowa)[24]

## Sport
- MKS Patria Buk – klub piłkarski założony w 1922
- UKS Bukowia Buk – klub piłkarek ręcznych
- Spartakus Buk – klub piłkarzy ręcznych
- UKS Skra Wielkopolska – klub piłkarzy, głównie dzieci
- Bukowski Klub Biegacza – klub zrzeszający pasjonatów biegania
- KS Red Hot Czili Buk – klub piłkarek ręcznych plażowych (srebrny medal mistrzostw Polski w piłce ręcznej plażowej w 2018)[25]
- Bukowski Klub Morsa – klub zrzeszający miłośników zimowych kąpiel. Klub został założony w 2013 przez Tomasza Giełdę i Krystiana Błaszczaka

## Wspólnoty wyznaniowe
- Kościół rzymskokatolicki:
  - parafia św. Stanisława Biskupa
- Świadkowie Jehowy:
  - zbór Buk[26]

## Miasta partnerskie
- Sint-Michielsgestel (od 1990/92)[27][28]
- Hambühren (od 1996 r.[28], oficjalnie od 2000 r.[29])
- Verson (od 2007 r.)[28]
- Tourville-sur-Odon (od 2007 r.)[28]

## Honorowi Obywatele Miasta Buk
- Kazimierz Wróblewski – dr nauk medycznych, tytuł przyznała Rada Miejska w Buku, w 1919 r.[30]
- Stanisław Niziński – ks. kanonik, tytuł przyznała Rada Miejska w 1925 r.[30]
- Lech Siuda – dr nauk medycznych, tytuł nadała Rada Narodowa Miasta i Gminy Buk w 1983 r.[30]
- Teofil Ratajczak – ks. infułat, tytuł przyznała Rada Miasta i Gminy Buk dnia 30 kwietnia 1991 r.[30]
- Ignacy Cieślak – zakonnik, pallotyn, tytuł nadała Rada Miasta i Gminy Buk 22 maja 1996 r.[30]
- Eugeniusz Jakubowski – nauczyciel, tytuł przyznała Rada Miasta i Gminy Buk dnia 12 kwietnia 2005 r.[30]
- Andrzej Szczepaniak – ks. prałat, tytuł przyznała Rada Miasta i Gminy Buk w 2018 r.[30]